# Sticherus brevipubis
Sticherus brevipubis là một loài dương xỉ trong họ Gleicheniaceae. Loài này được Christ A.R. Sm. mô tả khoa học đầu tiên năm 1980.